# Baurundschau
Die Baurundschau (auch Bau-Rundschau) war eine deutschsprachige Architekturzeitschrift, die in Hamburg erschien.
Die Zeitschrift widmete sich dem „Bauschaffen im nordwestdeutschen Raum“. Die Schwerpunkte in der Darstellung wechselten, ihr Blütezeit hatte die Zeitschrift in den Jahren nach 1945. Die Baurundschau erschien zunächst wöchentlich, später monatlich und wurde 1973 eingestellt. Herausgeber waren u. a. Konrad Hanf und Rolf Spörhase.